# 1779 Paraná
Az 1779 Paraná (ideiglenes jelöléssel 1950 LZ) a Naprendszer kisbolygóövében található aszteroida. Miguel Itzigsohn fedezte fel 1950. június 15-én.